# لكمه الحذر (الرجم)

تعديل مصدري - تعديل

لكمه الحذر هي إحدى قرى عزلة بني عواض بمديرية الرجم التابعة لمحافظة المحويت، بلغ تعداد سكانها 24 نسمة حسب تعداد اليمن لعام 2004.